# Джа-Ела (підрозділ окружного секретаріату)
Підрозділ окружного секретаріату Джа-Ела — підрозділ окружного секретаріату округу Гампаха, Західна провінція, Шрі-Ланка. Головне місто - Джа-Ела. Складається з 57 Грама Ніладхарі.

## Демографія
| Кількість Грама Ніладхарі | Площа (км2) | Населення (2012) | Населення (2012) | Населення (2012)  | Населення (2012) | Населення (2012) | Населення (2012) | Густота населення (/км2) |
| Кількість Грама Ніладхарі | Площа (км2) | Сингали          | Ларакалла        | Ланкійські таміли | Малайці          | Інші             | Всього           | Густота населення (/км2) |
| ------------------------- | ----------- | ---------------- | ---------------- | ----------------- | ---------------- | ---------------- | ---------------- | ------------------------ |
| 57                        | 60          | 186,201          | 962              | 7,778             | 1,232            | 4,981            | 201,154          | 3,353                    |